# Ботанический сад (команда КВН)
«Ботани́ческий сад» — команда КВН Тихоокеанского Государственного университета (Хабаровск).

## История команды
История команды КВН «Ботанический сад» начинается в 2002 году. Команда принимает участие в играх Межрегиональной Дальневосточной лиги ТО «АМиК» (г. Владивосток), играх Высшей лиги КВН Хабаровского края.
В 2004 году по результатам Международного фестиваля в г. Сочи сборная команда Хабаровского края «Ботанический сад» начинает играть в центральной «Уральской лиге» ТО «АМиК» в г. Челябинск и становится полуфиналистом. В этом же году команда становится чемпионом Дальневосточной лиги МС КВН.
2005—2006 годы. «Ботанический сад» становится чемпионом Высшей лиги КВН Хабаровского края.
В феврале 2006 года команда становится участницей фестиваля «Премьер-лиги» ТТО «АМиК», после чего продолжает сезон 2006 года в «Первой лиге» (г. Санкт-Петербург, ведущий Александр Александрович Масляков), становится вице—чемпионом лиги, и получает приглашение принять участие в сезоне 2007 года Премьер-лиги зимой на Сочинском фестивале.
2007 год. Команда впервые становится участницей гала-концерта Сочинского фестиваля Международного союза КВН. Принимает участие в сезоне Премьер-Лиги и доходит до полуфинала.
2008 год. На Сочинском фестивале среди 18 команд-претендентов на участие в Высшей лиги ТО «АМиК» есть и «Ботанический сад», но в окончательный список участников «Вышки» они не попадают. «Ботанический сад» попадает, в очередной раз, в Премьер-лигу и доходит до финала после добора членами жюри.
В 2009-м году команда по результатам XX Сочинского фестиваля «КиВиН-2009» попадает в самую престижную — Высшую Лигу КВН. В первой игре команда занимает пятое место из пяти и вылетает из сезона.
Летом команду впервые приглашают принять участие в ежегодном музыкальном фестивале «Голосящий КиВиН 2009» в городе Юрмала. Жюри фестиваля вручило команде «Малого КиВиНа в золотом» — их первую награду в телевизионном КВНе..
В 2010-м году команда вновь принимает участие в играх Высшей лиги, однако вновь терпит поражение на стадии 1/8 финала. Несмотря на то, что «Ботанического сада» не было в предварительном списке команд, приглашённых на фестиваль Голосящий КиВиН 2010, команда приняла участие в нём и заработала «Большого КиВиНа в тёмном» — эквивалент третьего места. В конце года «Ботанический сад» участвует в Зимнем кубке Высшей украинской лиги КВН.
В 2011 году команда в третий раз идёт в сезон Высшей лиги и, наконец, проходит в четвертьфинал, набрав в 1/8 финала 11,9 балла из 12 возможных, уступив лишь вернувшейся в сезон «Станции Спортивной». В четвертьфинале команда занимает последнее место и вылетает из дальнейшей борьбы.
В 2012 году команда объединяется с командой «Сделано в Хабаровске». Команда выступила в Высшей лиге, но в 1/8 финала заняла последнее место.

## Состав команды
- Алексей Петренко — капитан
- Илья Кузнецов
- Иван Вербицкий
- Никита Усольцев
- Александр Гавриленко
- Антон Филипенко
- Илья Савин
- Александр Тищенко
- Сергей Колотилин
- Никита Щёголев
- Руслан Линник